# 林一敬
林 一敬（はやし かずとし、2002年〈平成14年〉12月29日 - ）は、日本の俳優、アイドル。元ジュニア。
神奈川県出身。STARTO ENTERTAINMENTの俳優部門に所属していた。

## 来歴
2012年6月10日、ジャニーズ事務所に入所。
2023年7月、サンシャイン劇場で上演された『Arcana Shadow』で舞台初主演を果たす。同年8月にはノサカラボ『神津恭介シリーズ 呪縛の家』の神津恭介役で2度目の舞台主演を飾る。
2024年12月28日をもってSTARTO ENTERTAINMENTを退所した。

## 人物
趣味は一人旅、ゲーム。特技はくじ引き、道に迷わないこと。

## 出演

### テレビドラマ
- 駅弁刑事・神保徳之助11（2017年1月30日、TBS） - 草野翔太 役[7]

### 舞台
- 流星の音色（2022年8月4日[注 1] - 17日、新橋演舞場 / 8月21日 - 28日、御園座 / 8月31日 - 9月4日、南座 / 9月8日 - 9日、広島文化学園HBGホール）[9]
- 新選組始末記（2022年11月11日 - 20日、ヒューリックホール東京） - 沖田総司 役[10]
- Arcana Shadow（2023年7月1日 - 9日、サンシャイン劇場） - 主演・蘆屋道満 役[11]
- 神津恭介シリーズ - 主演・神津恭介 役
  - 呪縛の家（2023年8月26日 - 9月3日、サンシャイン劇場 / 9月16日 - 17日、キャナルシティ劇場 / 9月21日 - 24日、サンケイホールブリーゼ）[12]
  - わが一高時代の犯罪（2024年3月8日 - 10日、COOL JAPAN PARK OSAKA TTホール / 3月20日 - 31日、サンシャイン劇場）[13]
- 音楽朗読劇『THE LITTLE MATCH GIRL 〜アンデルセン童話「マッチ売りの少女」より〜』（2023年11月29日、博品館劇場）[14]
- 帝国劇場 2024年新春公演『Act ONE』（2024年1月1日 - 27日、帝国劇場）[15]
- DisGOONie Presents Vol.14 reading mindfulness『chill moratorium』チルモラトリアム（2024年9月14日 - 23日、シアターH / 9月27日 - 29日、COOL JAPAN PARK OSAKA TTホール）[16]

### イメージキャラクター
- 池袋ミステリータウン（2023年8月 - 9月、としまアートカルチャーまちづくり協議会） - 顧問探偵[17]